# Mots. Les Langages du politique
 (février 2018).
Si vous disposez d'ouvrages ou d'articles de référence ou si vous connaissez des sites web de qualité traitant du thème abordé ici, merci de compléter l'article en donnant les références utiles à sa vérifiabilité et en les liant à la section « Notes et références ».
Mots. Les Langages du politique est une revue francophone interdisciplinaire, à la croisée de la science politique, des sciences du langage et des sciences de l'information et de la communication. Elle parait trois fois par an.

## Histoire
Fondée en 1980 par Maurice Tournier, la revue paraît d'abord deux fois par an sous le titre de Mots, sigle de « Mots, Ordinateur, Textes, Société ». Elle devient trimestrielle en 1989. Elle est depuis 2000 publiée par ENS Editions (Lyon) sous le titre de Mots : Les Langages du politique et à une périodicité quadrimestrielle.